# Арецо (округ)
Округ Арецо (итал. Provincia di Arezzo) је округ у оквиру покрајине Тоскана у средишњој Италији. Седиште округа и највеће градско насеље је истоимени град Арецо.
Површина округа је 3.235 км², а број становника 346.324 (2008. године).

## Природне одлике
Округ Арецо се налази у средишњем делу државе и на истоку Тоскане. Округ је махом планински, посебно на северу и истоку (Апенини). На југу је област долина и брда, од чега је посебно значајна долина реке Арно, који истиче на подручју округа.

## Становништво
По последњим проценама из 2008. године у округу Арецо живи близу 350.000 становника. Густина насељености је средња, нешто преко 100 ст/км². Међутим, она је много већа удолини реке Арно, док је у планинским крајевима значајно мања.
Поред претежног италијанског становништва у округу живе и одређени број досељеника из свих делова света.

## Општине и насеља
У округу Арецо постоји 39 општина (итал. Comuni).
Најважније градско насеље и седиште округа је град Арецо (98.000 ст.) у средишњем делу округа, а други по значају и величини је град Монтеварки (23.000 ст.) у западном делу округа.